# عقاب

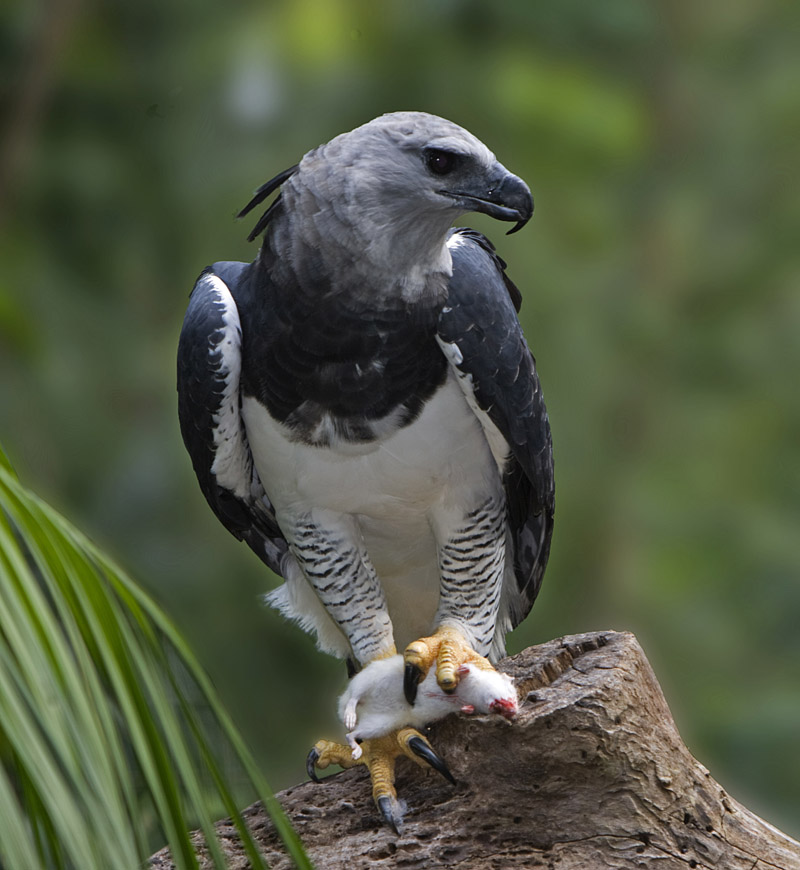
عقاب هارپی شکارگر نیرومند جنگل‌های بارانی آمریکای مرکزی و جنوبی

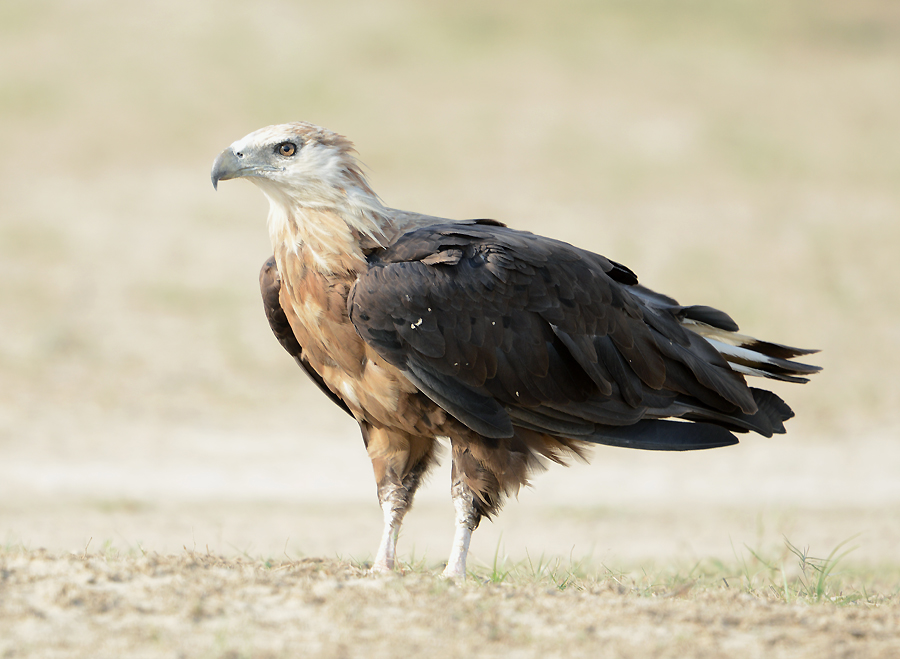
عقاب دریایی پالاس بومی آسیا

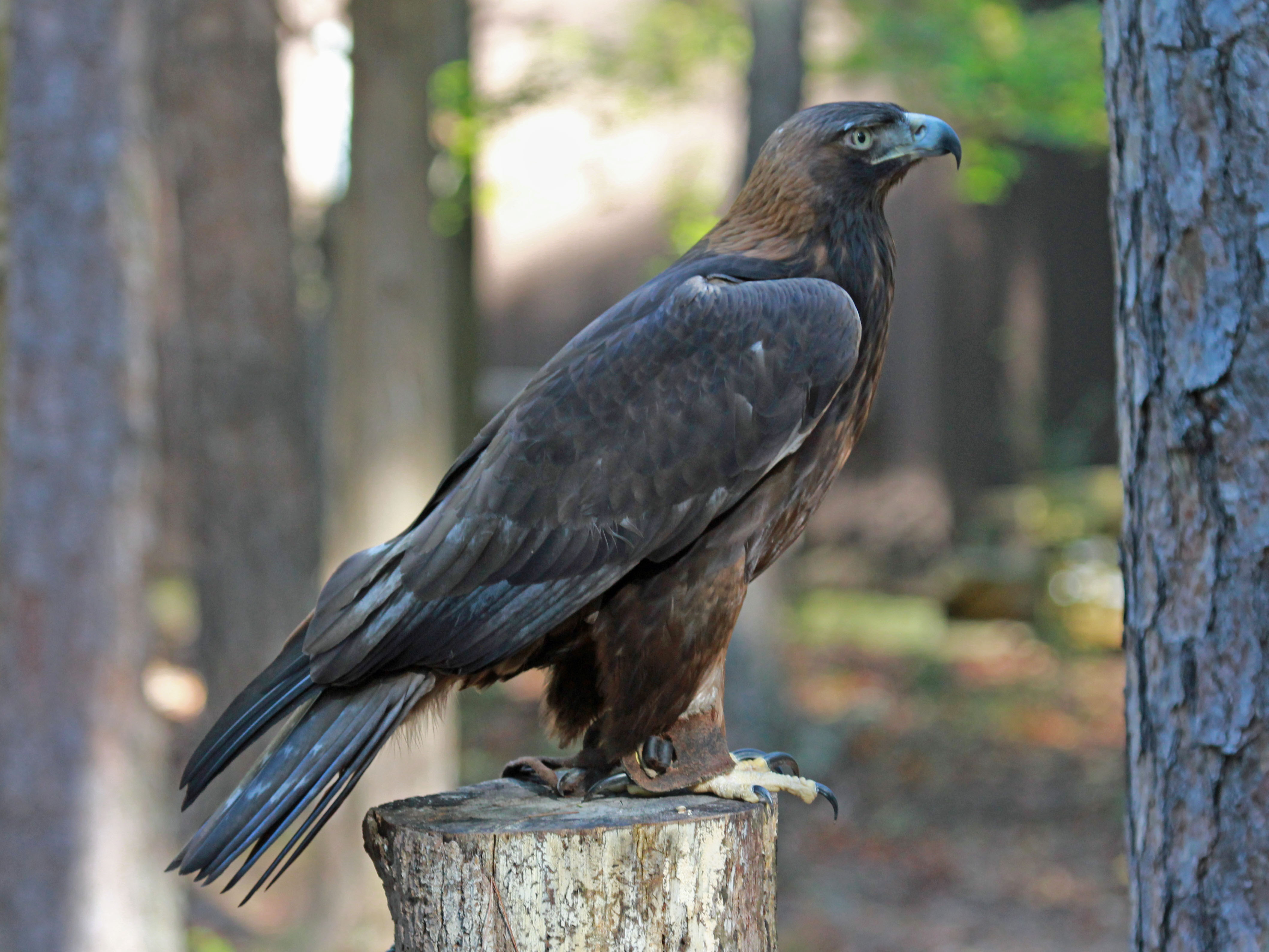
عقاب طلایی چنان مهارتی در شکار دارد که در بازداری سنتی به شکار گرگ فرستاده می‌شد

عقاب یااُغاب شَهباز یا اَلّه یا آله نام رایج گروهی از پرندگان شکاری عضو خانوادهٔ ماردین داستار بازان (Accipitridae) از راستهٔ بازسانان (Accipitriformes) است. بیش از ۷۴ گونه از عقاب‌ها شناسایی شده‌اند که در ۱۱ سرده از خانوادهٔ بازان قرار می‌گیرند. بیش از ۶۰ گونه از عقاب‌ها بومی اوراسیا و آفریقا هستند و تنها ۱۴ گونه، بومی سایر مناطق دنیا از جمله آمریکای شمالی (۲ گونه)، آمریکای مرکزی و جنوبی (۹ گونه) و استرالیا (۳ گونه) هستند.
معیار دقیقی برای تمایز عقاب‌ها از دیگر پرندگان تیرهٔ بازان یعنی سُنقُرها، کرکس‌ها، بازها و کورکورها، وجود ندارد، ولی به‌طور کلی عقاب‌ها از سایر پرندگان شکاری -به جز برخی از کرکس‌ها- جثهٔ بزرگ‌تری دارند و از پاهایی بزرگ‌تر و نیرومندتر، منقارهایی بزرگ و خمیده و بال‌هایی پهن‌تر بهره‌مند هستند.

## ریشه‌شناسی واژه
عقاب یا معرب واژه فارسی اُغاب می‌باشد به معنای در اوج بودن این واژه با واژه کَپالَ زبان سانسکریت هم ریشه می‌باشد. واژه قاب از ریشهٔ واژه اوستایی (کهرپ) و (کرپتَ) است.
عقاب در پرچم هخامنشیان نماد پادشاهی بوده است.
ریشهٔ واژه قاب که واژه عقاب ریشهٔ این واژه هست.
برگرفته از واژگانِ اوستایی - سانسکریت هستند. در زبانِ سانسکریت واژه یِ (کَپالَ) به چمِ (کاسه، فنجان، پشغاب، زرفِ گرد و. . .) و واژه (کَرپَرَ) و واژه یِ (کوپی) نیز به چمِ (بطری) بوده است. نیاز به یادآوری است که واژگانِ (کَپالَ، کَرپَرَ، کوپی) همگی از یک ریشه می‌باشند؛ در زبانِ لاتین cuppa و در زبانِ انگلیسی نیز واژه cup را به چمِ (فنجان) داریم.
پَسگَشت (reference):
رویه هایِ ۴۰۳، ۴۲۰ و ۴۳۵ از نبیگِ (فرهنگِ سَنسکریت - فارسی) نوشته یِ (جلالی نائینی)
1. واژه (قالب) برگرفته از واژگانِ اوستاییِ (کهرپ) و (کرپتَ) هستند. دگرگونیِ آواییِ (ر/ل) در زبانهایِ ایرانی و اروپایی رواگمند بوده است. (کهرپ) در زبان اوستایی به چمِ (پیکر، کالبد) و (کرپتَ) نیز به چمِ (پیکر داده شده، درست شده و ساخته شده) بوده است. با دگرگونیِ آواییِ (ر/ل) واژه (کهرپ) به دیسه یِ (کالپ، کالب، قالب) و واژه یِ (کرپتَ) به دیسه یِ (کالبد) درآمده است.
2. واژه یِ (کالپاگ یا قالپاق) از دو تکواژ (قالپ (کالپ، کالب، قالب)) و پسوندِ (آگ) در زبانِ پهلوی ساخته شده است و یک واژه ایرانی است.
3. واژه یِ (قاب) نیز با واژه (کهرپ، کالپ، قالب) همریشه است؛ چراکه در زبانهای ایرانی در برخی واژگان، آوایِ (ر) زدوده می‌شود. برای نمونه: (کرش) به (کشیدن) / (کِرشتی) به (کِشت) / (کرش وَرِ، کرشوَن) به (کِشور) و . . . . از همین رو، واژه اوستاییِ (کهرپ) با زدودنِ آوایِ (ر) به (کاپ، قاب) ترادیسیده شده است.

پَسگشت (reference): - رویه هایِ ۳۸۱ و ۳۸۴ از نبیگِ (فرهنگِ واژه هایِ اوستا) [۲۳][۲۴]

## ویژگی‌ها
عقاب‌ها از نظر آناتومی و ویژگی‌های پروازی به کرکس‌ها شبیه هستند، اما سر آن‌ها بر خلاف کرکس‌ها از پر پوشیده شده. عقاب‌ها از نظر ظاهری به سنقرها هم شباهت زیادی دارند ولی بزرگ‌ترند و فاصلهٔ دو سر بال‌هایشان طولانی‌تر است. شیوهٔ معمول تغذیهٔ عقاب‌ها هم فرق می‌کند؛ عقاب‌ها معمولاً موجودات زنده را شکار می‌کنند، اما کرکس‌ها و سنقرها، بیشتر از لاشه‌ها تغذیه می‌کنند. عقاب‌ها سنگین‌تر از آن هستند که بتوانند مانند شاهین‌ها و پرنده‌های کوچک‌تر تیرهٔ بازان (مثل برخی از انواع بازها) در هوا طعمه‌های خود را شکار کنند، پس معمولاً شکار خود را روی زمین غافلگیر و شکار می‌کنند. عقاب‌ها مثل جغدها در بسیاری از اوقات با کندن سر شکار خود، آن را از پای درمی‌آورند.
عقاب‌ها منقار نیرومند و تیزی دارند و طول منقار عقاب طلایی به پنج سانتی‌متر می‌رسد. عقاب‌ها پاهایی نیرومند و به رنگ زرد و روشن دارند و برای درهم شکستن شکار خود، از منقار و چنگال‌های نیرومند خود استفاده می‌کنند.

### قدرت بینایی
عقاب‌ها چشمانی درشت دارند که هریک از آن‌ها در یک طرف سر قرار دارد. همهٔ عقاب‌ها در روز شکار می‌کنند و بینایی خیلی دقیق و قابلیت پرواز عالی در ارتفاعات بالا دارند. برآورد می‌شود که قدرت بینایی در عقاب جنگی تا ۸ برابر بیشتر از قدرت بینایی در انسان است. این قدرت بینایی، عقاب‌ها را قادر می‌سازد تا طعمه‌های احتمالی را از فاصلهٔ بسیار دور، تشخیص دهند. این بینایی دقیق، در درجهٔ اول به مردمک‌های بسیار بزرگ آن‌ها نسبت داده می‌شود که حداقل پراش (پراکندگی) نور ورودی را فراهم می‌کنند.

### جثه
عقاب مارخور نیکوبار جنوبی، کوچک‌ترین گونهٔ عقاب است که تنها ۴۵۰ گرم وزن دارد و بومی انحصاری جزایر نیکوبار در هند است. عقاب دریایی استلر با میانگین وزن ۶٫۷ کیلو، عقاب فیلیپینی با طول یک متر، عقاب دریایی دم‌سفید و عقاب هارپی از بزرگ‌ترین انواع عقاب‌ها هستند. عقاب ماهی‌گیر و عقاب ماهی‌گیر شرقی تنها پرندگان شکاری هستند که با نام عقاب شناخته می‌شوند، اما جزء خانواده بازان نیستند. این پرندگان که تقریباً فقط از ماهی تغذیه می‌کند، تنها اعضای بازمانده از خانوادهٔ زیستی خود یعنی عقاب‌ماهی‌گیران (Pandionidae) هستند. جنس مادهٔ همه گونه‌های شناخته‌شدهٔ عقاب‌ها، بزرگ‌تر از جنس نر است.
در این سه جدول پنج گونهٔ اول عقاب از نظر وزن، طول بدن و فاصلهٔ دو سر بال فهرست شده‌اند. ارقام جدول بر اساس میانهٔ آماری، یعنی رقمی که نیمی از پرنده‌ها بالاتر از آن و نیمی پایین‌تر از آن قرار می‌گیرند، پرنده‌های اندازه‌گیری شده، ذکر شده است.
| رتبه | نام               | نام علمی              | وزن                       |
| ---- | ----------------- | --------------------- | ------------------------- |
| ۱    | عقاب دریایی استلر | Haliaeetus pelagicus  | ۱۴٫۷ کیلوگرم (۳۲ پوند)    |
| ۲    | عقاب فیلیپینی     | Pithecophaga jefferyi | ۱۱٫۳۵ کیلوگرم (۲۵٫۰ پوند) |
| ۳    | عقاب هارپی        | Harpia harpyja        | ۱۰٫۹۵ کیلوگرم (۲۴٫۱ پوند) |
| ۴    | عقاب دم‌سفید       | Haliaeetus albicilla  | ۸٫۸ کیلوگرم (۱۹ پوند)     |
| ۵    | عقاب جنگی         | Polemaetus bellicosus | ۶٫۶ کیلوگرم (۱۵ پوند)     |

| رتبه | نام               | نام علمی                | طول                           |
| ---- | ----------------- | ----------------------- | ----------------------------- |
| ۱    | عقاب فیلیپینی     | Pithecophaga jefferyi   | ۱۰۰ سانتیمتر (۳ فوت ۳ اینچ)   |
| ۲    | عقاب هارپی        | Harpia harpyja          | ۹۵٫۵ سانتیمتر (۳ فوت ۲ اینچ)  |
| ۳    | عقاب دم‌گوه‌ای      | Aquila audax            | ۹۵٫۵ سانتیمتر (۳ فوت ۲ اینچ)  |
| ۴    | عقاب دریایی استلر | Haliaeetus pelagicus    | ۹۵ سانتیمتر (۳ فوت ۱ اینچ)    |
| ۵    | عقاب تاج‌دار       | Stephanoaetus coronatus | ۸۷٫۵ سانتیمتر (۲ فوت ۱۰ اینچ) |

| رتبه | نام               | نام علمی              | گستردگی دوسرِبال               |
| ---- | ----------------- | --------------------- | ----------------------------- |
| ۱    | عقاب دم‌سفید       | Haliaeetus albicilla  | ۲۱۸٫۵ سانتیمتر (۷ فوت ۲ اینچ) |
| ۲    | عقاب دریایی استلر | Haliaeetus pelagicus  | ۲۱۲٫۵ سانتیمتر (۷ فوت ۰ اینچ) |
| ۳    | عقاب دم‌گوه‌ای      | Aquila audax          | ۲۱۰ سانتیمتر (۶ فوت ۱۱ اینچ)  |
| ۴    | عقاب طلایی        | Aquila chrysaetos     | ۲۰۷ سانتیمتر (۶ فوت ۹ اینچ)   |
| ۵    | عقاب جنگی         | Polemaetus bellicosus | ۲۰۶٫۵ سانتیمتر (۶ فوت ۹ اینچ) |

## بوم‌شناسی
عقاب‌ها تک‌همسرند و جفت خود را برای زندگی تا پایان عمر انتخاب می‌کنند و آشیانهٔ خود را با شاخه‌ها و ترکه‌های چوب در یک نقطهٔ مرتفع بر روی درخت‌های بلند یا صخره‌ها در داخل قلمروی تغذیه‌ای خود می‌سازند و هر سال نیز از همان آشیانهٔ سال قبل استفاده می‌کنند. به طوری‌که آشیانهٔ آن‌ها با افزوده‌شدن فضولات و اضافه کردن سالانه هر سال، بزرگ‌تر شده و گاهی بیش از ۵۰۰ کیلوگرم وزن و تا سه متر پهنا پیدا می‌کند. بزرگ‌ترین آشیانهٔ درختی پرنده‌ساز را یک جفت عقاب سرسفید در فلوریدای آمریکا ساخته‌اند. آشیانهٔ آن‌ها ۶٫۱ متر عمق، ۲٫۹ متر عرض و وزن حیرت‌انگیزی معادل دقیقاً ۲٬۷۲۲ کیلوگرم داشته است.
عقاب‌ها تمایل دارند در نقاط غیرقابل دسترس آشیانه برپا کنند و حدود شش تا هشت هفته به روی تخم‌های خود می‌خوابند. بیشتر عقاب‌ها در هر نوبت، فقط دو تخم می‌گذارند که بیشتر تنها یکی از آن‌ها زنده می‌ماند. جوجهٔ بزرگ‌تر، اغلب پس از خروج از تخم، خواهر یا برادر کوچک‌تر خود را می‌کشد. والدین هیچ اقدامی برای جلوگیری از این اتفاق، انجام نمی‌دهند. جوجه‌ها به آهستگی به بلوغ می‌رسند و در سه یا چهار سالگی شمایل بزرگسالی را پیدا کرده و از این زمان است که از مراقبت والدین بی‌نیاز شده و به‌دنبال جفت و قلمرویی برای خود می‌روند.
برخی از گونه‌های عقاب‌ها با توجه به جثه بزرگ و نیرویی که دارند به عنوان شکارچی رأس هرم غذایی در دنیای پرندگان شناخته می‌شوند. عقاب طلایی و عقاب تاج‌دار توانایی کشتن سم‌دارانی با ۳۰ کیلوگرم وزن را دارند و حتی شکار یک غزال ۳۷ کیلویی توسط یک عقاب جنگی مشاهده شده است. البته آن‌ها به هیچ وجه توانایی بلند کردن چنین طعمه‌هایی را ندارند و آن را در همان محل می‌خورند یا قطعه قطعه کرده و به آشیانه یا جایگاه در پناهی می‌برند. تاکنون سنگین‌ترین شکار و به‌طور کلی محموله‌ای که یک پرنده توانسته با آن از زمین بلند شود یک گوزن ۶ کیلو و ۸۰۰ گرمی بوده است که یک عقاب سرسفید در آمریکا آن را از جا بلند کرده است

## گونه‌ها
| سرده           | نوع                       |
| -------------- | ------------------------- |
| Harpia         | عقاب هارپی                |
| Harpyopsis     | عقاب پاپوآیی              |
| Pithecophaga   | عقاب فیلیپینی             |
| Stephanoaetus  | عقاب تاج‌دار               |
| Nisaetus       | بازعقاب کوهی              |
| Harpyhaliaetus | عقاب منزوی                |
| Harpyhaliaetus | عقاب منزوی تاج‌دار         |
| Polemaetus     | عقاب جنگی                 |
| Hieraaetus     | عقاب پرپا                 |
| Hieraaetus     | عقاب کوچک                 |
| Hieraaetus     | عقاب کوتوله               |
| Hieraaetus     | عقاب والبرگ               |
| Morphnus       | عقاب کاکلی                |
| Lophaetus      | عقاب کاکل‌دراز             |
| Stephanoaetus  | عقاب تاج‌دار               |
| Aquila         | عقاب طلایی                |
| Aquila         | عقاب صحرایی               |
| Aquila         | عقاب خاکی                 |
| Aquila         | عقاب دوبرادر              |
| Aquila         | عقاب دم‌گوه‌ای              |
| Aquila         | عقاب شاهی                 |
| Aquila         | عقاب شاهی اسپانیایی       |
| Aquila         | عقاب خال‌دار بزرگ          |
| Aquila         | عقاب خال‌دار کوچک          |
| Aquila         | عقاب خال‌دار هندی          |
| Ictinaetus     | عقاب سیاه                 |
| Haliaeetus     | عقاب دریایی دم‌سفید        |
| Haliaeetus     | عقاب دریایی پالاس         |
| Haliaeetus     | عقاب دریایی شکم‌سفید       |
| Haliaeetus     | عقاب دریایی استلر         |
| Haliaeetus     | عقاب دریایی سانفورد       |
| Haliaeetus     | عقاب سرسفید               |
| Haliaeetus     | عقاب ماهی‌گیر آفریقایی     |
| Haliaeetus     | عقاب ماهی‌خوار کوچک        |
| Haliaeetus     | عقاب دریایی ماداگاسکاری   |
| Haliaeetus     | عقاب ماهی‌خوار سرخاکستری   |
| Terathopius    | عقاب بندباز               |
| Circaetus      | عقاب مارخور پنجه‌کوتاه     |
| Circaetus      | عقاب مارخور کاکل‌سیاه      |
| Circaetus      | عقاب مارخور قهوه‌ای        |
| Circaetus      | عقاب مارخور بودون         |
| Circaetus      | عقاب مارخور نواری جنوبی   |
| Circaetus      | عقاب مارخور نواری غربی    |
| Circaetus      | عقاب مارخور کنگو          |
| Eutriorchis    | عقاب مارخور ماداگاسکاری   |
| Lophotriorchis | عقاب شکم‌حنایی             |
| Spilornis      | عقاب مارخور آندامان       |
| Spilornis      | عقاب مارخور نیکوبار جنوبی |
| Spilornis      | عقاب مارخور سولاوسی       |
| Spilornis      | عقاب مارخور فیلیپین       |
| Spilornis      | عقاب مارخور کاکلی         |
| Spilornis      | عقاب مارخور کوهی          |

## پراکندگی و زیستگاه
عقاب‌ها به‌طور کلی در همهٔ انواع زیستگاه‌ها و تقریباً در تمام نقاط جهان پراکنده هستند. این پرندگان را می‌توان از شمال توندرا تا جنگل‌های باران‌خیز استوایی و بیابان‌ها یافت. عقاب طلایی و عقاب سرسفید پراکندگی بالایی در آمریکای شمالی دارند و ۹ گونه نیز، بومی آمریکای مرکزی و جنوبی هستند. این پرندگان، دارای جمعیت بسیار متمرکزی در آفریقا و نیمکرهٔ شرقی زمین هستند. چندین جزیره در اقیانوس هند و اقیانوس آرام نیز پذیرای گونه‌های متفاوتی از عقاب‌ها هستند.
- اقیانوسیه
  - استرالیا: عقاب دم‌گوه‌ای (دارای پراکندگی تا گینه نو)، عقاب دریایی شکم‌سفید (محدودهٔ پراکندگی، تا آسیا گسترش می‌یابد)، عقاب کوچک.
  - گینه نو: عقاب پاپوآیی، عقاب دریایی شکم‌سفید، عقاب کوتوله.
- قلمرو نوشمالگانی (ایالات متحده آمریکا و کانادا): عقاب طلایی (در قلمرو دیرین‌شمالگانی نیز، یافت می‌شود)، عقاب سرسفید.
- قلمرو نوگرمسیری (آمریکای مرکزی و جنوبی): بازعقاب‌های اصلی (چهار گونه)، عقاب منفرد (دو گونه)، عقاب هارپی، عقاب کاکلی عقاب‌سارگپه سینه‌سیاه.
- قلمرو دیرین‌شمالگانی
  - اوراسیا: عقاب طلایی،[۲۰] عقاب دریایی دم‌سفید.
- آفریقا: عقاب دریایی آفریقایی، عقاب جنگی عقاب تاج‌دار، عقاب ورو، عقاب خاکی، عقاب کاکل‌دراز

## در فرهنگ

نشان ملی مکزیک تصویر یک عقاب است که روی یک کاکتوس یک مار را می‌خورد.

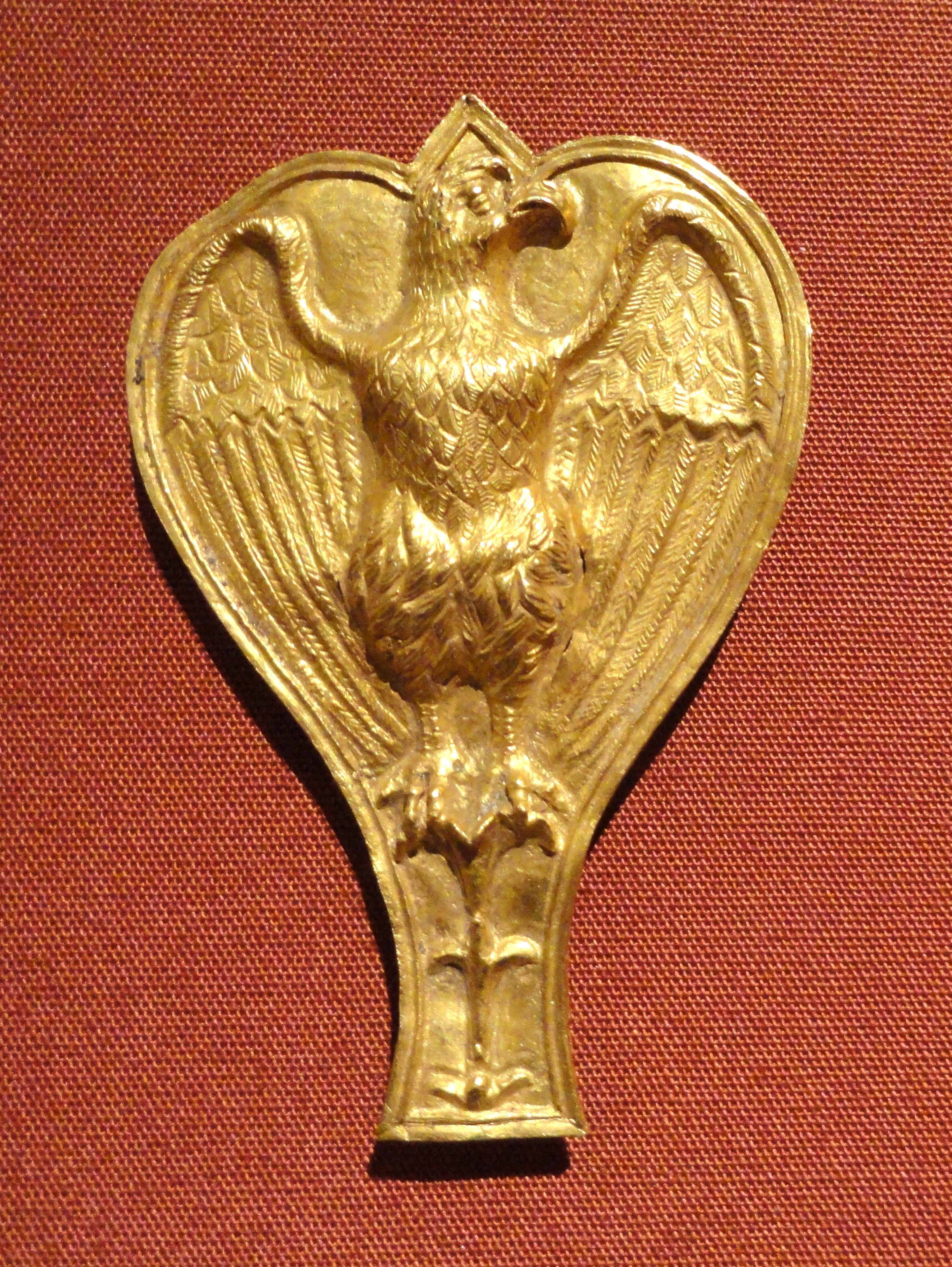
تندیس عقاب فلزی رومی مربوط به سال‌های ۱۰۰ تا ۲۰۰ پس از میلاد که از آن به عنوان یک نشان بر بالای پرچم‌ها استفاده می‌شد.

عقاب‌ها به خاطر نیرویی که دارند، در بسیاری از فرهنگ‌ها از زمان تمدن بابل گرفته تاکنون به عنوان نماد جنگ و نیروی پادشاهی شناخته شده‌اند و تمثال آن‌ها بر روی بسیاری از سکه‌ها، بناها و نشان‌های به جا مانده از تمدن یونان و روم باستان دیده می‌شود. امروزه نیز بسیاری از کشورهای دنیا در نشان‌های ملی خود از تصویر عقاب استفاده کرده‌اند.
- یکی از نمادهای ملی ایالات متحده آمریکا عقاب است که در لوگوی وزارتخانه‌های گوناگون آن نیز دیده می‌شود.
- عقاب در برخی از آثار به جا مانده از پادشاهی ماد دیده می‌شود.
- عقاب، نماد منطقه خودمختار اقلیم کردستان عراق است که در رأس نشان حکومت اقلیم جای دارد.
- روی کت نیروهای نظامی آلبانی یک عقاب سیاه دو سر وجود دارد.
- بر روی لباس نظامی نیروهای ارمنستان یک عقاب و شیر طلایی وجود دارد.
- روی لباس نظامی نیروهای اتریش یک عقاب سیاه وجود دارد.
- روی کت نیروهای نظامی مصر یک عقاب طلایی که به سمت چپ نگاه می‌کند وجود دارد.
- همچنین روی لباس فرم نظامی بسیاری از کشورها از جمله مکزیک، اردن، عراق، اندونزی، نیجریه، نیروی هوایی پاکستان، فیلیپین، پاناما، روسیه، رومانی، صربستان، سوریه نیز عقاب وجود دارد.
- عقاب دوسر نماد امپراتوری بیزانس بود.
- پرچم شاهنشاهی ایران هخامنشیان منقش به نوعی پرنده شبیه عقاب است که در همان زمان هم بسیار کمیاب بوده و زیبایی خاصی داشته. نام آن شهباز بوده که پرچم شهباز احتمالاً از نشانهای پادشاهی ایران بوده.
- در امپراتوری روم استفاده از تندیس‌های فلزی عقاب (Aqulia) بر بالای پرچم‌ها و وکسیلوم‌های لژیونرها رایج بود و افتادن آن‌ها به دست دشمن ننگی بزرگ شمرده می‌شد. در روزگار فرمانروایی ناپلئون بناپارت بر فرانسه استفاده از عقاب‌های فلزی بر بالای پرچم‌ها به تقلید از سنت رومی رایج شد. با این حال پس از خلع ناپلئون و بازگشت بوربون‌ها به سلطنت فرانسه به فرمان لوئی هجدهم شمار زیادی از این سری عقاب‌ها نابود شدند.[۲۱]
- از مشهورترین نمادهای منقوش به عقاب در عصر مدرن، می‌توان به عقاب نازی‌ها اشاره کرد. یک سواستیکا یا صلیب شکسته که توسط عقاب حمل می‌شود را می‌توان بزرگ‌ترین نماد آلمان نازی دانست.[۲۲]